# Tatjana Kotscherhyna
Tatjana Ywanowna Kotscherhyna (ukrainisch Татьяна Ивановна Кочергина, wiss. Transliteration Tatʹjana Yvanovna Kočerhyna; * 26. März 1956 in Owidiopol, Sowjetunion, geborene Tatjana Ywanowna Makarez) ist eine ukrainische Handballfunktionärin, die als Spielerin für die sowjetische Nationalmannschaft auflief.

## Karriere

### Im Verein
Kotscherhyna spielte ab dem Jahr 1968 beim sowjetischen Verein Lokomotyw Odessa. Nach einem Meisterschaftsspiel gegen Spartak Kiew wurde der gegnerische Trainer Ihor Turtschyn auf sie aufmerksam, der sie zum Probetraining einlud. Im Jahr 1970 wechselte sie nach Kiew. Mit Spartak gewann sie von 1972 bis 1981 in jedem Jahr die sowjetische Meisterschaft, 1973, 1975, 1977, 1979 und 1981 den Europapokal der Landesmeister sowie 1977 den sowjetischen Pokal. Nachdem Kotscherhyna ab 1981 eine Pause eingelegt hatte, lief sie im Jahr 1984 für Plamja Browary auf. Nach einer weiteren Pause stand sie nochmals in der Saison 1986/87 bei Plamja Browary unter Vertrag. Anschließend beendete sie ihre Karriere.

### In der Nationalmannschaft
Kotscherhyna lief zwischen 1973 und 1980 für die sowjetische Nationalmannschaft auf. Ihre ersten Erfolge mit der sowjetischen Auswahl waren der Gewinn der Bronzemedaille bei der Weltmeisterschaft 1973 sowie der Gewinn der Silbermedaille bei der Weltmeisterschaft 1975. Kotscherhyna wurde bei der WM 1975 mit insgesamt 31 Treffern Torschützenkönigin des Turniers. Weitere Medaillengewinne waren die Goldmedaille bei den Olympischen Spielen 1976, die Silbermedaille bei der Weltmeisterschaft 1978 und die Goldmedaille bei den Olympischen Spielen 1980. Bei den Olympischen Spielen 1980 führte sie ihre Mannschaft als Kapitänin aufs Spielfeld.
Kotscherhyna gewann in den Jahren 1975 und 1979 die Spartakiade der Völker der UdSSR.

## Nach ihrer sportlichen Karriere
Kotscherhyna trat im Jahr 1988 eine Stelle als Sportlehrerin an der Nationalen Taras-Schewtschenko-Universität Kiew an. Später übernahm sie dort die Fakultät für Leibeserziehung und Sport. Ebenfalls trainierte sie die Handballmannschaft der Universität. Im Jahr 2010 wurde sie zur Vizepräsidentin des ukrainischen Handballverbandes gewählt.

## Sonstiges
Tatjana Kotscherhyna ist mit dem ehemaligen Handballspieler Serhij Kotscherhin verheiratet, den sie im Jahr 1973 bei den Jugendmeisterschaften der UdSSR in Lwiw kennenlernte.